# Zhang Xianliang
Pour les articles homonymes, voir Zhang.
Dans ce nom chinois, le nom de famille, Zhang, précède le nom personnel.
Zhang Xianliang (en chinois : 张贤亮), né en décembre 1936 à Nankin – mort le 27 septembre 2014, est un auteur et poète chinois.
Lors de la Campagne anti-droitiste de 1957, il est emprisonné et envoyé pendant 22 ans dans le Ningxia. Il est réhabilité en 1979. Dix ans plus tard, il soutient les manifestants de la place Tian'anmen qui réclament des réformes démocratiques, ses écrits sont alors interdits.

## Biographie
Zhang Xianliang est né dans une famille aisée.  Son père était un fonctionnaire du Kuomintang, industriel et responsable de diverses sociétés. Après l'arrivée des communistes au pouvoir en 1949, ces derniers accusent le père de Zhang Xianliang d'espionnage. Il meurt dans les prisons du pouvoir communiste en 1954. Zhang Xianliang doit arrêter ses études universitaires pour assumer la charge de sa mère et de sa jeune sœur.
En 1956, il commence à écrire des poèmes. En juillet 1957, un de ceux-ci, intitulé « Le chant du grand vent » (《大风歌》), est publié dans le mensuel et fait l'objet d'une controverse. Le Quotidien du Peuple publie alors un article intitulé « Dénonciation du Chant du grand vent ».
Pendant la révolution culturelle (1966-1976), il est de nouveau accusé d’être un révisionniste contre-révolutionnaire et en 1970 il est obligé de rejoindre une base militaire pour effectuer du  défrichage.
En 1989, Zhang Xianliang se range du côté des manifestants de la place Tian'anmen. Il lui est alors interdit d'écrire et ses ouvrages sont censurés une nouvelle fois. Il se tourne alors vers le cinéma.
En 1993, il est condamné à trois ans de prison pour avoir essayé d'organiser une cérémonie en mémoire des manifestants du 4 juin 1989. Il est libéré en 1996

## Ouvrages
- Mimosa  (ISBN 978-2828902780)
- Grass Soup
- La moitié de l'homme, c'est la femme  (ISBN 978-2714441096)
- La mort est une habitude  (ISBN 978-2714441102)
- My Bodhi Tree